# Chrysopa persica
Chrysopa persica är en insektsart som beskrevs av Hölzel 1966. Chrysopa persica ingår i släktet Chrysopa och familjen guldögonsländor. Inga underarter finns listade i Catalogue of Life.